# Herophydrus rufus
Herophydrus rufus är en skalbaggsart som först beskrevs av Clark 1863.  Herophydrus rufus ingår i släktet Herophydrus och familjen dykare. Inga underarter finns listade i Catalogue of Life.